# Кенет Андерсон (фудбалер)
Бернт Кенет Андерсон (швед. Bernt Kennet Andersson; 6. октобар 1967) бивши је шведски фудбалер који је играо на позицији нападача.

## Каријера
Наступао је за разне клубове у Шведској и Европи. Међу најважнијим клубовима издвајају се Гетеборг, Лил, Бари, Болоња, Лацио и Фенербахче. Клупску каријеру је завршио у шведском клубу Гарда БК 2005. године. Од трофеја које је освојио током каријере издвајају се титуле шампиона Шведске и Турске (ИФК Гетеборг 1990. и 1991. и Фенербахче 2001. године), док је играо у Италији, освојио је Интертото куп са Болоњом 1998. године. Са Лациом је освојио Суперкуп Европе.

## Репрезентација
За сениорску репрезентацију Шведске, Кенет Андерсон је играо 83 пута и постигао 31 гол, што га сврстава на 6 место најбољих стрелаца у историји шведске репрезентације. За Шведску је играо на Светском првенству 1994. године у САД, где је Шведска победила Бугарску у борби за треће место. Андерсон је предводио репрезентацију Шведске са пет голова што му је донело титулу трећег најбољег стрелца шампионата.
Играо је и за Шведску на Европском првенству 1992. у својој отаџбини (где је Шведска стигла до полуфинала) и 2000. у Белгији и Холандији.

## Успеси
Гетеборг
- Прва лига Шведске: 1990, 1991.
- Куп Шведске: 1990/91.

Болоња
- Интертото куп: 1998.

Лацио
- УЕФА суперкуп: 1999.

Фенербахче
- Суперлига Турске: 2000/01.

Шведска
- Светско првенство треће место: 1994.

Индивидуални
- Најбољи стрелац првенства Шведске: 1991.